# Балка Зеленянська
Балка Зеленянська — один з об'єктів природно-заповідного фонду Запорізької області, ландшафтний заказник місцевого значення.

## Розташування
Заказник розташований в Пологівському районі, Запорізької області на території Преображенської сільської громади, на північ від села Василівське.

## Історія
Ландшафтний заказник місцевого значення «Балка Зеленянська» був оголошений рішенням Запорізької обласної ради народних депутатів шостого скликання № 19 від 30 травня 2013 року.

## Мета
Мета створення заказника — збереження ландшафтного та біологічного різноманіття, підтримання екологічного балансу, раціональне використання природних і рекреаційних ресурсів Запорізької області.

## Значення
Ландшафтний заказник місцевого значення «Балка Зеленянська» має особливе природоохоронне, естетичне і пізнавальне значення.

## Загальна характеристика
Загальна площа ландшафтного заказника місцевого значення «Балка Зеленянська» становить 70,0 га.

## Флора
Територія заказника представлена степовою рослинністю: ковилою волосистою та Лессінга, типчаком, шавлією тощо. З рідкісних рослин зустрічаються брандушка різнокольорова, півники карликові, мигдаль степовий.

## Фауна
На території заказника мешкають представники ентомофауни, занесені до Червоної книги України — поліксена, подалірій.